# Bill Hosket Jr.
Wilmer Frederick “Bill” Hosket (Dayton, 20 december 1946) is een Amerikaans voormalig basketballer. Hij won met het Amerikaans basketbalteam de gouden medaille op de Olympische Zomerspelen 1968.

## Carrière
Hosket speelde voor het team van de Ohio State University (Ohio State Buckeyes) van 1965 tot 1968. In 1968 werd hij als tiende gekozen in de NBA draft van dat jaar door de New York Knicks. Hij nam namens de Verenigde Staten deel aan de Olympische Zomerspelen datzelfde jaar. Tijdens de Olympische Spelen speelde hij 8 wedstrijden, inclusief de finale tegen Joegoslavië. Gedurende deze wedstrijden scoorde hij 69 punten.
Hij speelde twee seizoenen voor de New York Knicks en werd met hen NBA-kampioen in 1970. Hij werd in de NBA Expansion Draft 1970 gekozen door de nieuwe Buffalo Braves en speelde nog twee seizoenen voor hen.
Na zijn spelerscarrière werd Hosket actief in de papierindustrie maar bleef ook betrokken bij het basketbal als commissaris voor het Olympische basketbal en oprichter van een basketbalkamp.

## Privéleven
Zijn vader Bill Hosket Sr. en zijn zoon Brad Hosket speelden ook basketbal voor de Ohio State University.

## Erelijst
- NBA-kampioen: 1970
- OSU Sports Hall of Fame: 1978[1]
- Ohio Basketball Hall of Fame: 2006[2]

## Statistieken

### Regulier seizoen
| Seizoen  | Team            | WG  | WS | MPW  | 2P%  | 3P% | FW%  | RPW | APW | SPW | BPW | PPW |
| -------- | --------------- | --- | -- | ---- | ---- | --- | ---- | --- | --- | --- | --- | --- |
| 1968/69  | New York Knicks | 50  | –  | 7,0  | 43,1 | –   | 57,1 | 1,9 | 0,4 | –   | –   | 2,6 |
| 1969/70  | New York Knicks | 36  | –  | 6,5  | 50,5 | –   | 78,8 | 1,8 | 0,5 | –   | –   | 3,3 |
| 1970/71  | Buffalo Braves  | 13  | –  | 16,7 | 52,2 | –   | 64,7 | 5,8 | 1,5 | –   | –   | 8,1 |
| 1971/72  | Buffalo Braves  | 44  | –  | 13,5 | 49,2 | –   | 80,8 | 2,8 | 0,9 | –   | –   | 5,0 |
| Carrière | Carrière        | 143 | –  | 9,8  | 48,5 | –   | 71,5 | 2,5 | 0,7 | –   | –   | 4,0 |

### Play-offs
| Seizoen  | Team            | WG | WS | MPW | 2P%  | 3P% | FW%  | RPW | APW | SPW | BPW | PPW |
| -------- | --------------- | -- | -- | --- | ---- | --- | ---- | --- | --- | --- | --- | --- |
| 1968/69  | New York Knicks | 4  | –  | 5,5 | 50,0 | –   | 0,0  | 1,8 | 0,5 | –   | –   | 1,5 |
| 1969/70  | New York Knicks | 5  | –  | 5,8 | 40,0 | –   | 75,0 | 1,0 | 0,4 | –   | –   | 2,2 |
| Carrière | Carrière        | 9  | –  | 5,7 | 43,8 | –   | 60,0 | 1,3 | 0,4 | –   | –   | 1,9 |

6 Riordan · 
9 Stallworth · 
10 Frazier · 
12 Barnett · 
16 Warren · 
17 Bowman · 
18 Jackson · 
19 Reed · 
20 Hosket · 
22 DeBusschere · 
24 Bradley · 
33 Russell · 
Coach Holzman
4 John Clawson · 
5 Ken Spain · 
6 Jo Jo White · 
7 Mike Barrett · 
8 Spencer Haywood · 
9 Charlie Scott · 
10 Bill Hosket · 
11 Calvin Fowler · 
12 Mike Silliman · 
13 Glynn Saulters · 
14 Jim King · 
15 Don Dee · 
Coach Hank Iba